# Carl Albert Tottmann
Carl Albert Tottmann (Zittau, Saxònia, 31 de juliol de 1837 - 26 de febrer 1917) fou un músic i composior alemany.
Deixeble del Conservatori de Leipzig, entrà com a primer violí en l'orquestra de la Gewandhaus i el 1868 fou nomenat director d'orquestra del Vieux Théâtre, càrrec que desenvolupà fins al 1872. A part de nombroses conferències sobre estètica musical, va publicar les obres següents:
- Kritisches Repertorium der Violinen und Bratschenliteratur (3a ed. 1900);
- Abriss der Musikgeschichte (1883);
- Der Schulgesang und seine Bedeutung für die Verstandes- und Herzensbildung der Jugend (1904);
- Büchlein von der Geige (1904);
- Mozarts Zauberflöte (1908).

Com a compositor se li deuen himnes, cors religiosos i profans, el melodrama Dornröschen i peces per a piano.